# Shirakabaha
El grup Shirakabaha (白樺派, "la societat del bedoll blanc"), va ser un influent cercle literari japonès que va publicar la revista literària Shirakaba entre el 1910 i el 1923.

## Història
El 1910, un grup derivat de l'associació d'antics alumnes de la prestigiosa Gakushuin o Peer's School de Tòquio va iniciar una societat literària. Entre els seus membres, s'incloïen escriptors, artistes, crítics literaris, i d'altres que rebutjaven el Confucianisme i l'ortodòxia dels estils literaris i artístics tradicionals del Japó. En particular, el grup proclamava valors idealistes, humanistes i individualistes, per damunt del naturalisme que havia estat la tendència dominant a la literatura Japonesa del període Taisho. El Shirakabaha tenia un concepte molt elevat de l'estètica Occidental (especialment de l'Expressionisme i del Post-Impressionisme) i considerava la seva missió difondre les idees de l'art i la literatura occidentals al Japó. A diferència de molts altres cercles literaris, els interessos del Shirakabaha, no es limitaven a la literatura, sinó que també incloïen d'altres formes d'art. No obstant això, el grup va mantenir un profund interès per la cultura Japonesa, especialment per l'art popular, que prèviament havia estat menyspreat pels crítics d'art.

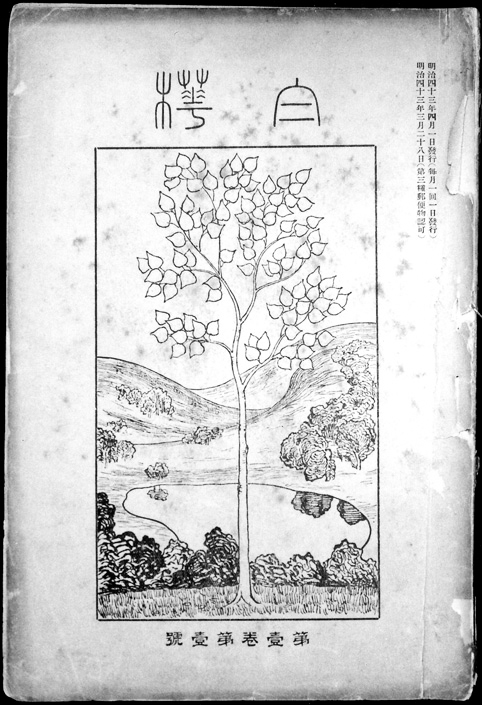
Portada de la 1era edició de la revista Shirakaba

Entre els membres fundacionals hi figuraven Shiga Naoya (1883-1971), Mushanokōji Saneatsu (1885-1976), Yanagi Sōetsu (1889-1961), Satomi Tona (1888-1983), Arishima Takeo (1878-1923) i Nagayo Yoshirō (1888-1961). Moltes de les seves obres literàries es poden incloure dins el gènere watakushi shōsetsu o shishōsetsu (novel·la en primera persona), manifestant una especial preocupació per la vida de l'individu i incorporant una filosofia optimista a la seva obra. Molts dels seus membres provenien de famílies riques i van intentar emular Tolstoi creant comunitats agràries utòpiques en zones remotes del Japó. La revista literària mensual auto-editada Shirakaba (Bedoll blanc) va publicar-se des de l'abril de 1910 fins al 1923, arribant al cim de la seva popularitat el 1918. No obstant això, la publicació es va suspendre després del Gran terratrèmol de Kantō. 